# Trance Mission
Trance Mission – trzeci album studyjny angielskiego DJ-a i producenta muzycznego Paula Oakenfolda. Wydany został 20 czerwca 2014 roku przez wytwórnię płytową Perfecto Records. W Polsce natomiast 24 czerwca tego samego roku nakładem wytwórni ProLogic Music. Wydawnictwo składa się z dwóch płyt kompaktowych, na których zawarto najsłynniejsze utwory elektronicznej muzyki tanecznej, w nowych aranżacjach, przygotowanych przez Paula Oakenfolda.

## Lista utworów
Opracowano na podstawie materiału źródłowego.

### CD 1
1. "Theme For Great Cities" (Radio Edit) – 03:26
2. "Cafe Del Mar" (Radio Edit) – 04:30
3. "Dreams" (Radio Edit) – 03:21
4. "Barber's Adagio For Strings" (Vocal Radio Edit) – 04:20
5. "Toca Me" (Radio Edit) – 03:30
6. "Ready Steady Go!" (Beatman & Ludmilla Radio Edit) – 04:00
7. "Not Over Yet" (Radio Edit) – 04:29
8. "Awakening" (Radio Edit) – 03:33
9. "Madagascar" (Radio Edit) – 03:29
10. "Open Your Eyes" (Radio Edit) – 03:36
11. "Hold That Sucker Down" (Radio Edit) – 03:40
12. "Touch Me" (gościnnie: Cassandra Fox) – 05:35
13. "Trance Mission" (Full Continuous DJ Mix) – 63:23

### CD 2
1. "Barber's Adagio For Strings" (Instrumental Radio Edit) – 04:20
2. "Ready Steady Go!" (Plump DJs 303Bass Radio Edit) – 03:05
3. "Touch Me" (gościnnie: Cassandra Fox) (2Symmetry Radio Edit) – 03:41
4. "Not Over Yet" (Original Mix) – 06:40
5. "Dreams" (Yonathan Zvi Radio Edit) – 02:32
6. "Madagascar" (Simon Bostock Radio Edit) – 02:59
7. "Hold That Sucker Down" (Johnny Yono Radio Edit) – 03:23
8. "Open Your Eyes" (Future Disciple Radio Edit) – 03:28
9. "Cafe Del Mar" (Activa Radio Edit) – 03:52
10. "Awakening" (Chris Voro Radio Edit) – 03:47
11. "Toca Me" (Eshericks Radio Edit) – 04:53

## Pozycje na listach
| Państwo  | Notowania (2014)    | Najwyższa pozycja |
| -------- | ------------------- | ----------------- |
| Holandia | Combi Album Top 100 | 22                |
| Holandia | Album Top 100       | 14                |